# Электровелосипед

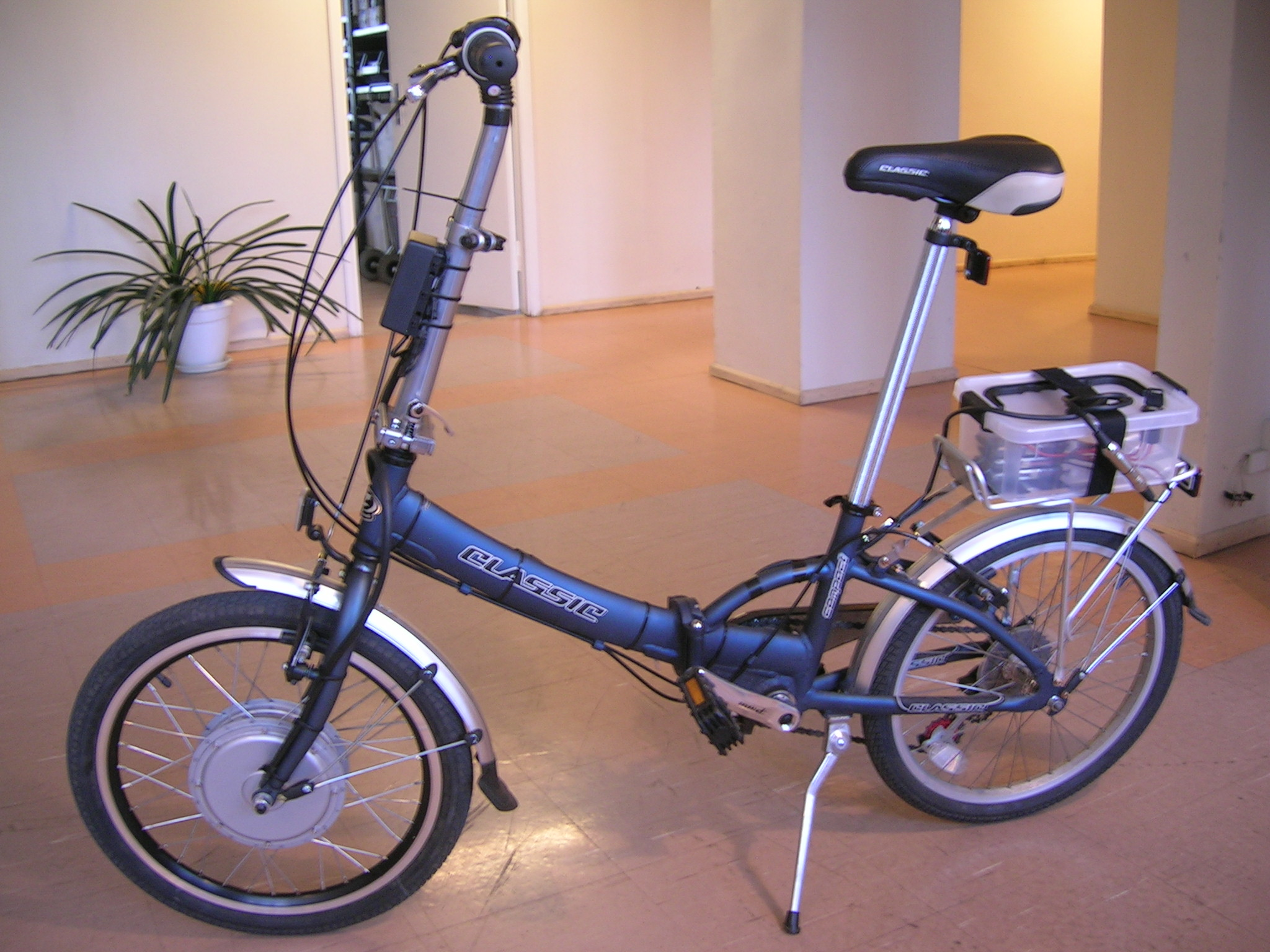
Типичный городской электровелосипед. Хорошо видно переднее мотор-колесо и контейнер с аккумуляторными батареями на багажнике

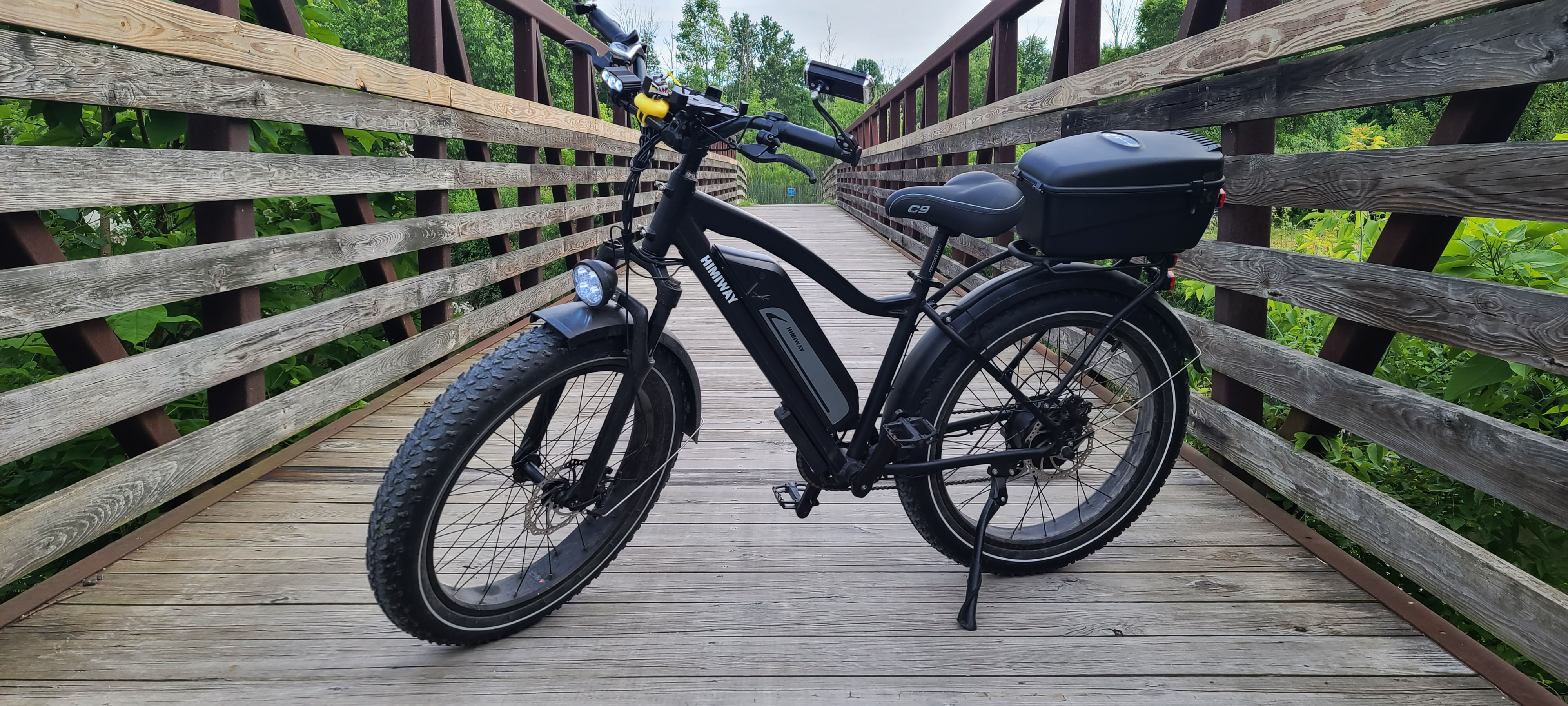
Электровелосипед с задним моторколесом и аккумулятором на раме

Электровелосипе́д (e-bike, пауэрба́йк, пе́делек) представляет собой велосипед с электрическим приводом, который частично или полностью обеспечивает его движение. Его называют также велогибридом, хотя гибридный велосипед — это велосипед, сочетающий в своей конструкции как атрибуты горного, так и шоссейного велосипедов.
В общем случае электровелосипед отличает от обычного наличие трёх дополнительных компонентов: электродвигателя, аккумуляторной батареи и контроллера. В отличие от электроскутера или же мотоцикла, электровелосипед может приводиться в движение педалями, а его эксплуатация и обслуживание немногим сложней обращения с обычным велосипедом.
Несмотря на наличие электропривода, электровелосипед используется примерно так же, как и обычный велосипед, и в большинстве стран не требует для вождения наличия водительского удостоверения или номерного знака. Электровелосипед хорошо подходит как средство передвижения для широкого круга любителей с самым разным уровнем подготовки, поскольку легко позволяет дозировать физическую нагрузку. В России (и странах СНГ) электрические велосипеды правильно было бы назвать мопедами («МО»-Мотор + «ПЕД»-педали).
В России в соответствии с ПДД (редакция 2015 г.) электровелосипед с двигателем мощностью, не превышающей 250 Вт, считается велосипедом, более 250 Вт и менее 4 кВт — мопедом; больше 4 кВт — мотоцикл; при управлении мотоциклом требуются водительское удостоверение и госномера; при управлении мопедом требуется наличие водительского удостоверения категории M или любой другой открытой категории прав (например, A или B); при управлении велосипедом водительского удостоверения не требуется.

## История
Идея оснащения велосипеда двигателем возникла немногим позже появления самого велосипеда. В 1888 году Джон Данлоп изобрёл пневматические шины, что значительно повысило комфорт и безопасность езды, сделав велосипед одним из самых популярных средств передвижения. Дальнейшее развитие идеи связано с прогрессом в области электротехники. С 1890 сразу несколькими патентами была защищена конструкция электрического привода, устанавливаемого на велосипеде. Так, патент США (1895) описывает устройство велосипеда, оснащённого электродвигателем постоянного тока. В 1899 году Джон Шнепф разработал модель привода заднего колеса.

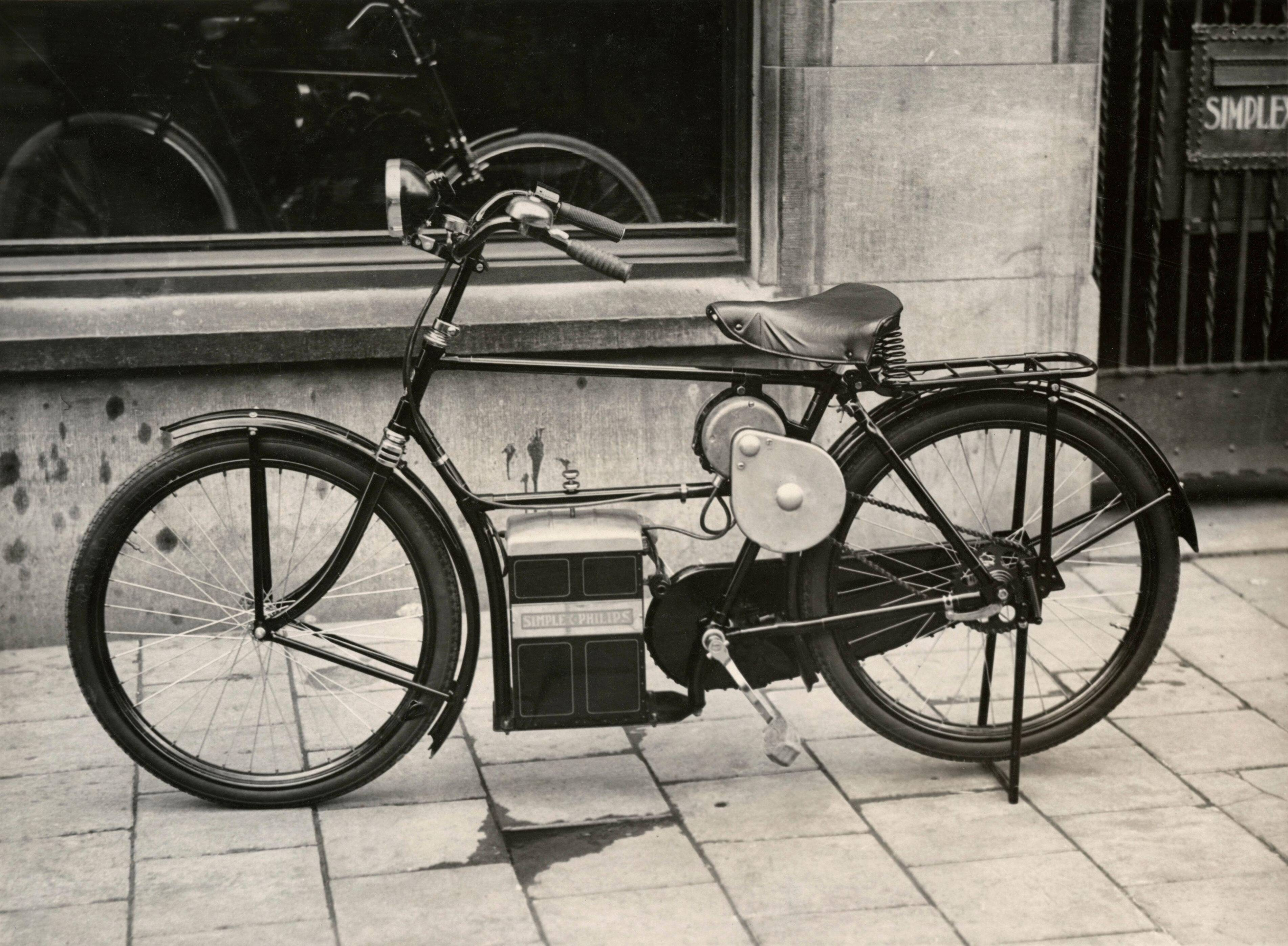
Электровелосипед 1932 года выпуска

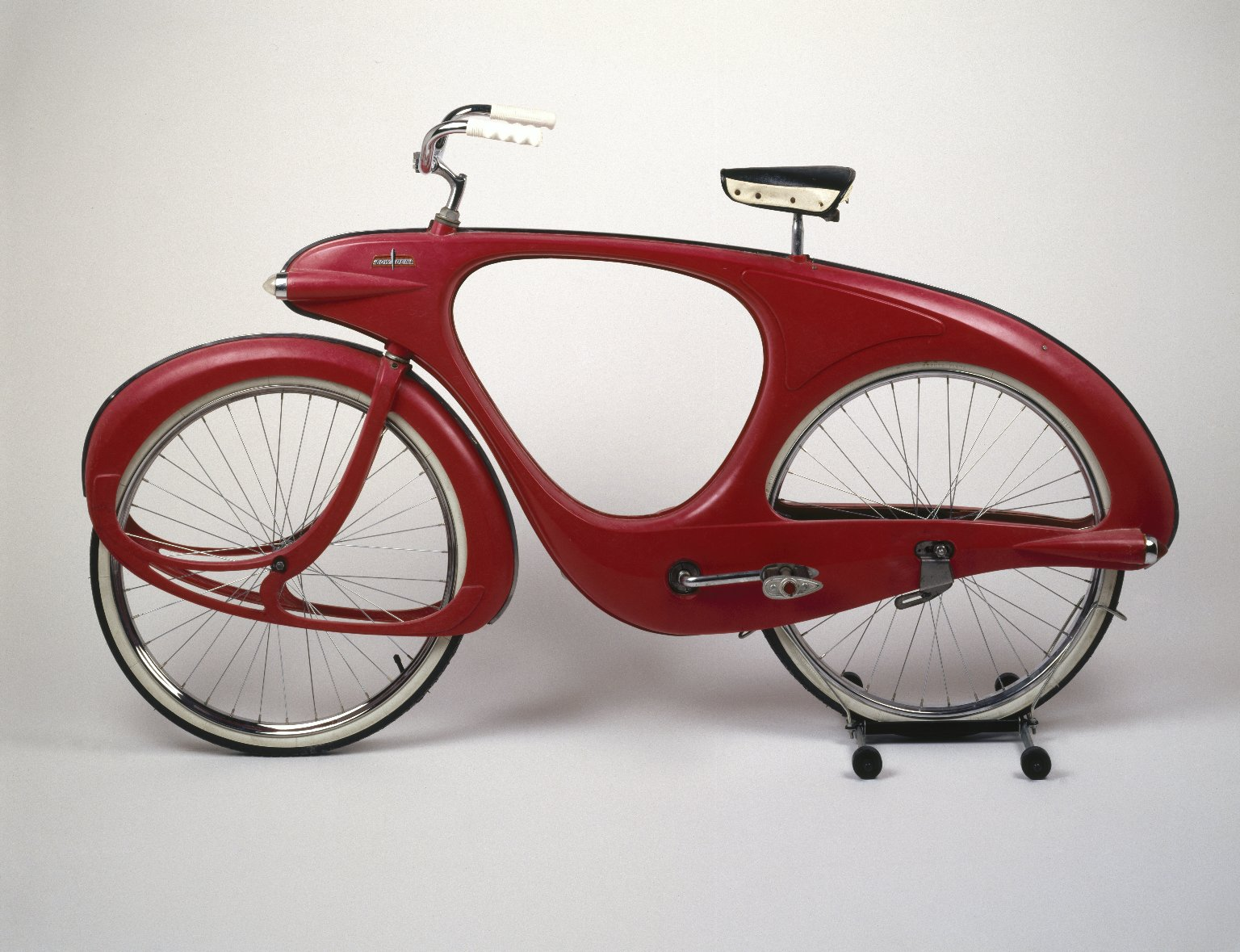
Американский велосипед 1960 года выпуска, был спроектирован в 1946 году, как электровелосипед

В Германии с 1920-х и Японии с 1970-х различные производители выпускали электровелосипеды и электровеломоторы, а в СССР электровелосипеды не выпускали.
В 1979 году в Японии начали массово производить электровелосипеды, которые быстро приобрели там популярность, в Японии появились заправки для электровелосипедов.

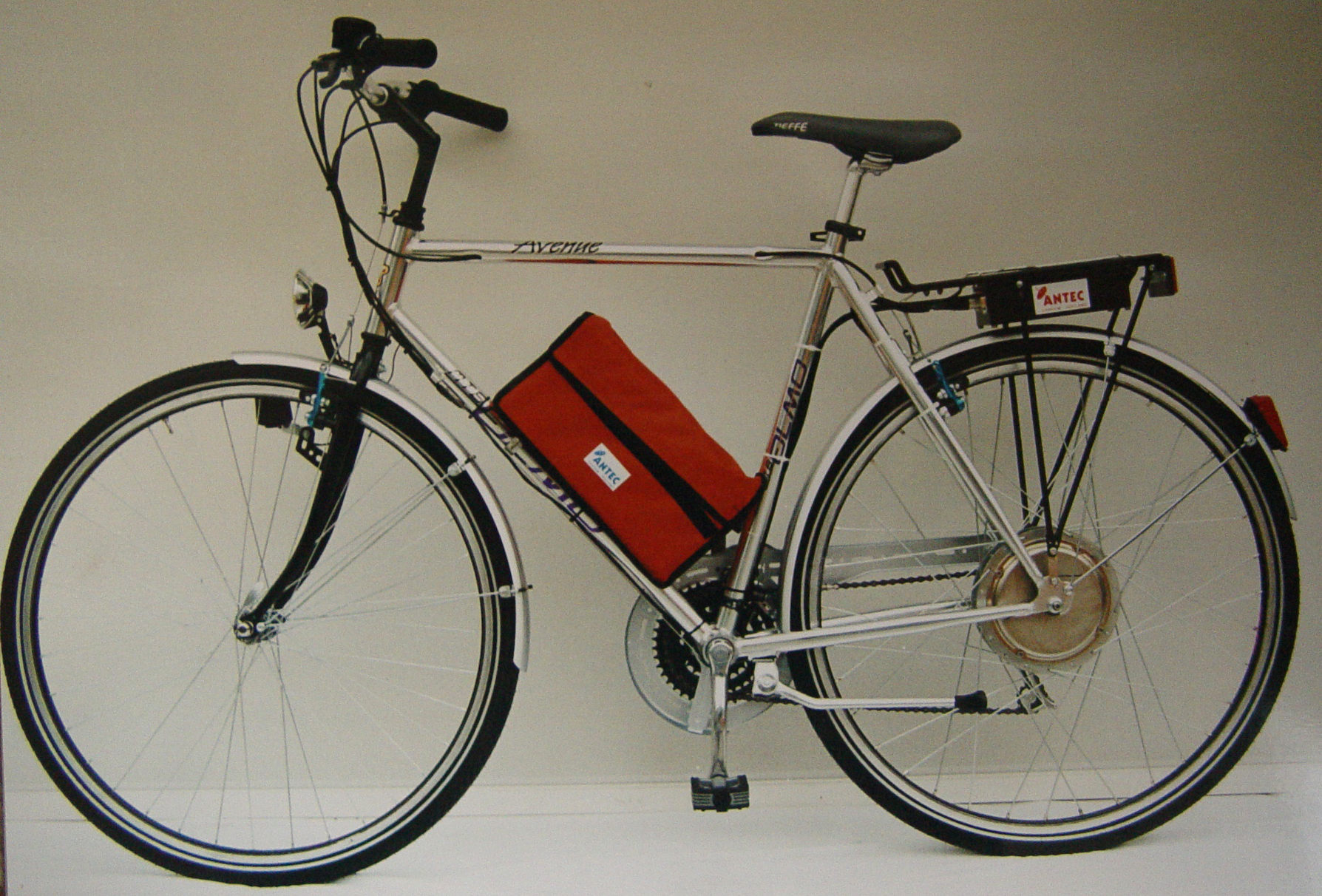
Электровелосипед 1991 года выпуска

В 1992 году компания Zike начала массовый выпуск электровелосипедов. C этого момента их выпуск постоянно увеличивается.
На рынке США наивысший рост продаж пришёлся на 2002—2003 годы[уточнить]; общий объём продолжает расти.
В Китае первые промышленные образцы электровелосипедов местного производства появились в 1998 году и в 2007 году их ежегодный выпуск достиг 17 млн штук, а к 2010 году, согласно оценкам, должно было вырасти до 22 млн. Китай — крупнейший в мире и производитель и потребитель электровелосипедов.
Мировое производство в 2007 году оценивалось в 18 млн штук и к 2010 году ожидался прирост до 30 млн штук в год.

## Достоинства и недостатки

### Принципиальные преимущества

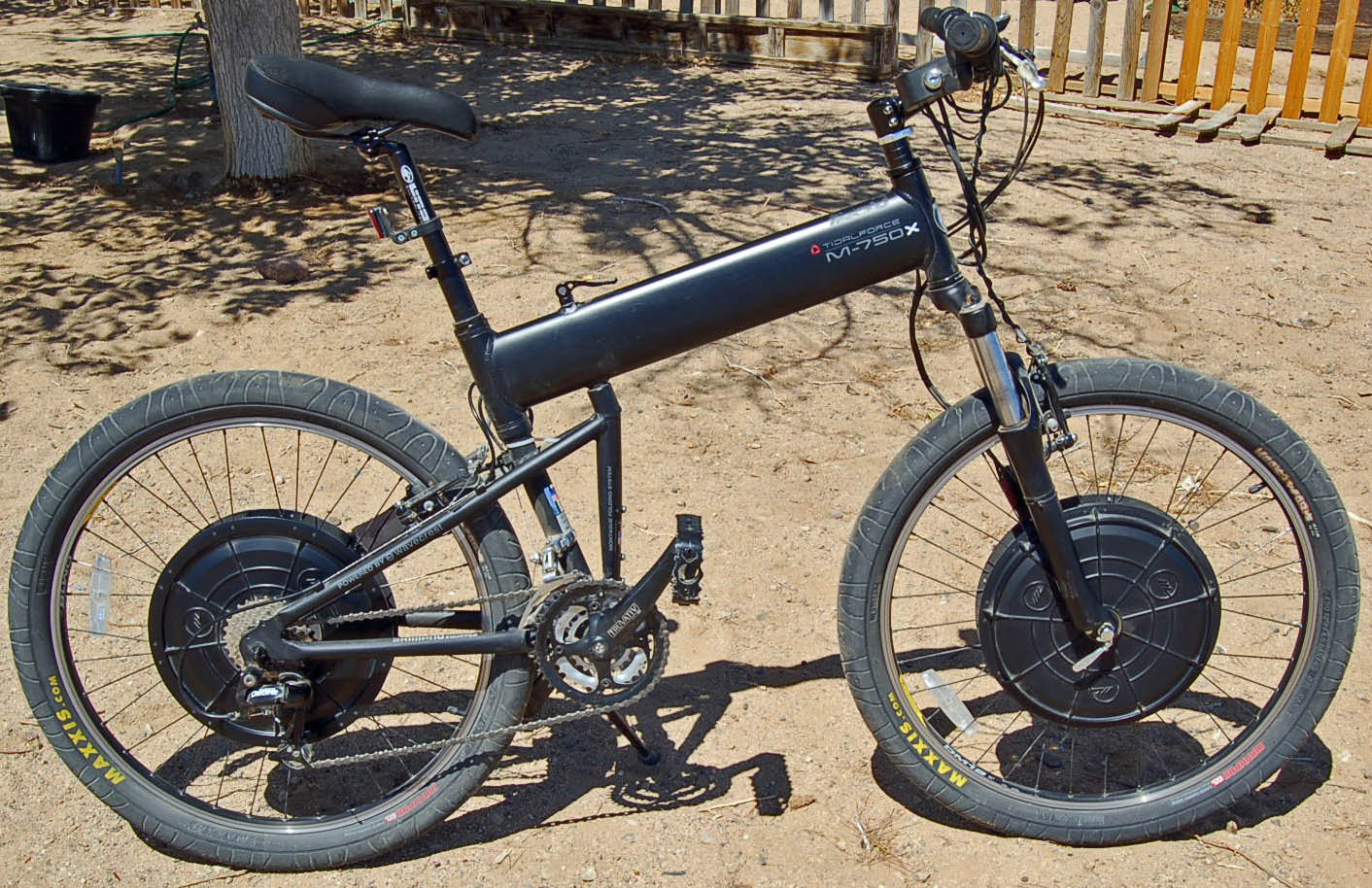
Электровелосипед с двойным приводом (переднее и заднее колесо). Аккумуляторные батареи смонтированы в раме

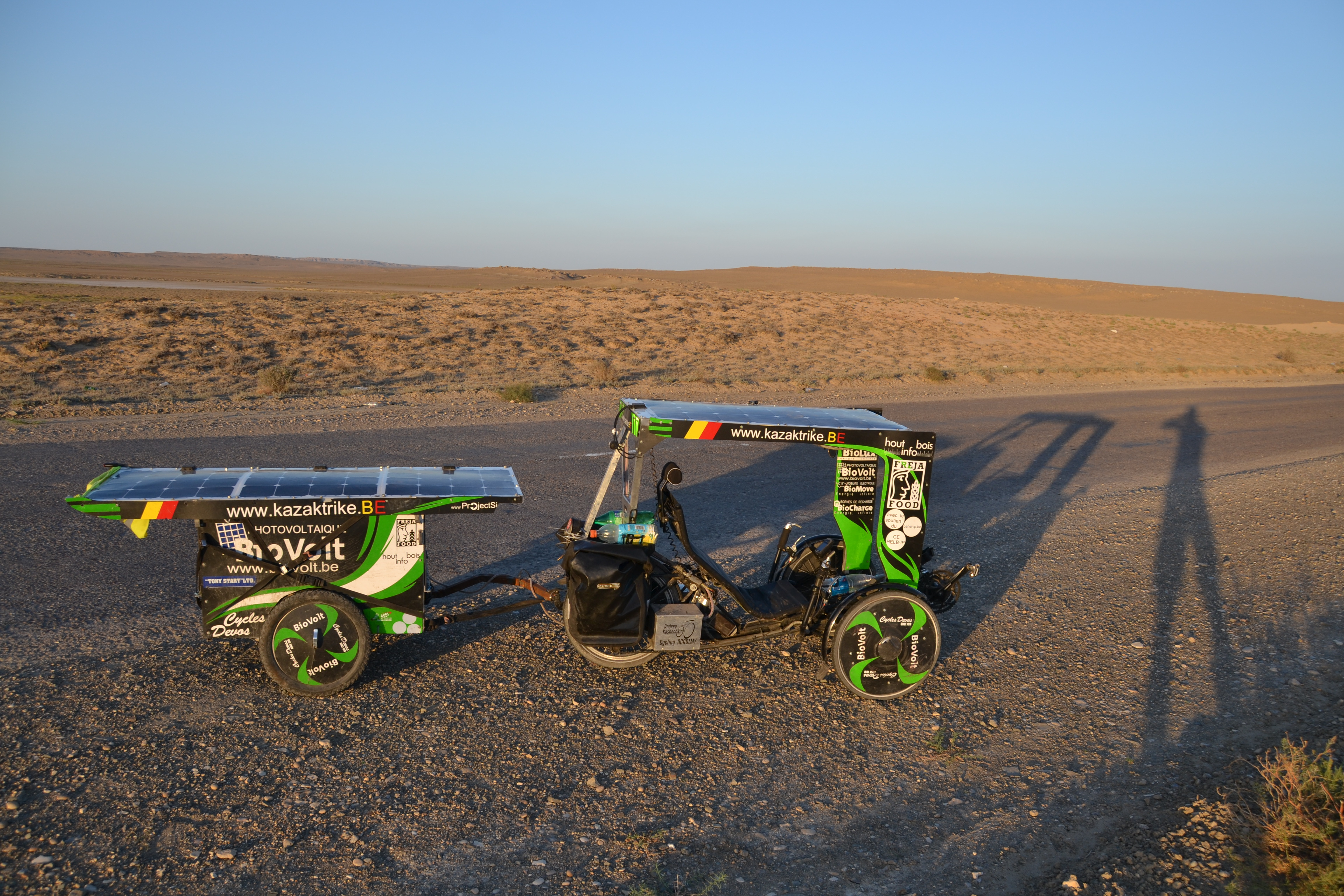
Электровелосипед велотрайк на солнечных батареях в Казахстане 2013 год

- Велосипед с электромотором позволяет преодолевать крутые или пологие, но протяжённые подъёмы и значительные расстояния физически неподготовленным людям.
- Наиболее совершенные из существующих аккумуляторов для электровелосипедов имеют срок службы более 5 лет и обеспечивают запас хода более 100 км на одной зарядке.
- Заряд аккумуляторов осуществляется от бытовой электросети[12]
- Когда батарея разрядится, можно использовать педальный привод.
- При сопоставимой скорости в городских условиях энергетические и экономические затраты на перемещение одного человека оказываются на порядок меньше, чем у любого другого вида транспорта, включая общественный[13].
- В сравнении с легковыми автомобилями эксплуатация, парковка и хранение электрических велосипедов требуют в десятки раз меньше расходов и пространства.
- Благодаря отсутствию испускаемого запаха, компактного размера и доступного для транспортировки веса электровелосипеда им могут пользоваться жители многоквартирных домов, храня у себя в квартире. Это один из немногих видов самодвижущегося транспорта, который можно хранить в квартире. По тем же причинам электровелосипеды разрешено перевозить в общественном транспорте по тем же правилам, что и обычные велосипеды.
- Электровелосипеды имеют высокую надёжность по сравнению с транспортными средствами на основе ДВС благодаря минимальному количеству компонентов и электронной составляющей, которая выполняет основную работу. Фактически износу подвержены только аккумуляторные элементы, подшипники, редуктор (при наличии), тормозные колодки и резина на колёсах.
- В продаже имеются комплекты, позволяющие создать электровелосипед из обычного велосипеда. Таким образом, нет необходимости покупать готовый электровелосипед, достигается экономия денег и места. Комплекты могут быть разной конфигурации: вид мотора (мотор-колесо, на каретку, подвесной), аккумулятор необходимой ёмкости, тип корпуса аккумулятора (с креплением на раму, к подседельному штырю, на багажник), тормозные ручки, регулятор газа (курок или мотоциклетная ручка, с индикацией заряда или без), дисплей (ЖК, светодиодный, без дисплея), PAS и т. п.
- Широкий выбор компонентов для электровелосипеда позволяет собрать велосипед под свои нужды.
- Низкий уровень шума.
- Существуют решения, когда электромотор велосипеда питается непосредственно от солнечной батареи. 250вт, необходимых для питания электромотора, можно получить от батареи площадью 1.5 кв.м.[14], смонтированной на заднем багажнике, что ненамного увеличивает габариты велосипеда.

### Несовершенства существующих конструкций
- Педалирование и управление электровелосипедом с ёмкой батареей осложняется большой массой (от 30 кг и более), соответствующей инерцией и неудобствами с транспортировкой.
- Недостаточный для многих пользователей запас хода только на электроприводе от аккумуляторов малой ёмкости (не более 20 км для обычной модели).
- Длительное время зарядки обычных батарей (не менее 4-6 часов).
- Короткий срок службы наиболее распространённых свинцово-кислотных и литий-ионных аккумуляторных батарей (не более 2-3 лет при средней нагрузке). LiFePO4 — до 5-7 лет. Литий-титанатные и литий-никель-марганец-кобальт-оксидные аккумуляторы — более 10 лет, однако они в несколько раз дороже аналогов.
- Ограничения эксплуатации электровелосипедов на основе свинцовых и литий-ионных аккумуляторов при отрицательных температурах. Данные батареи начинают сильно терять ёмкость при охлаждении (обратимо). Ниже −20 °C возможно применение только литий-титанатных и некоторых моделей литий-железофосфатных аккумуляторов.
- Недостаточная проходимость и надёжность на дорогах без покрытия для электровелосипедов с редукторным мотор-колесом: пластиковые шестерни мотор-колеса в условиях повышенных вибраций быстро изнашиваются.
- Высокая стоимость изделия и его эксплуатации по сравнению с обычным велосипедом (в 2 и более раза).
- Невозможность совместить высокую скорость и большой запас хода: с доступными в данный момент в серийном производстве аккумуляторами приходится выбирать что-то одно.
- Распространённый способ крепления аккумуляторов на багажнике затрудняет использование последнего для перевозки грузов, но есть также модели с креплением аккумуляторов на раме.

### Дискуссионные вопросы
- Уменьшение загрязнения атмосферы в случае массового отказа от автомобилей с ДВС в пользу электровелосипедов.
- Уменьшение потребления электроэнергии в случае массового отказа от электромобилей в пользу электровелосипедов.
- Утилизация отработанных аккумуляторов.
- С одной стороны, утверждается, что использование электропривода для движения обесценивает идею велосипеда как спортивного средства, служащего для поддержания пользователя в хорошей физической форме. С другой стороны, электропривод позволяет более гибко дозировать нагрузки, за счет использования электропривода только в определённые моменты времени (либо - не на полную мощность). Кроме того, нагрузки могут быть такими же, но при этом скорость передвижения выше за счет электропривода.

## Разновидности
Электровелосипеды можно разделить на четыре основные группы по тому критерию, нужно ли велосипедисту прикладывать усилия для его движения:
1. Электровелосипед приводится в движение педалями, а электромотор создаёт дополнительную тягу, помогая велосипедисту. Для обозначения электровелосипеда этого типа зачастую используется термин педелек.
2. Электровелосипед может передвигаться только за счёт электромотора, без приложения велосипедистом усилий к педалям, но сохраняется возможность комфортной езды на педалях;
3. Электровелосипед может двигаться как с помощью педалей, так и с помощью электродвигателя, также есть режим, когда электродвигатель создаёт дополнительную электротягу.
4. Движение без помощи мотора, только на педалях, на практике затруднительно, ввиду высокой массы и тормозящего эффекта от мотор-колеса, а педали используются сугубо в качестве резервной системы, на случай поломки двигателя или разряда аккумулятора. Данный тип электровелосипедов де-факто является электрическим мотоциклом с возможностью педального хода.

## Системы помощи при педалировании
- система PAS (Pedaling Assisted System - система помощи при педалировании);[15]
- система TorqueSensor (Датчик крутящего момента).[15]

## Компоненты
По типу изготовления электровелосипеды можно разделить на:
- Собранные в заводских условиях. Для заводских электровелосипедов характерны специальные рамы, разработанные для крепления батарей (существуют даже модели, в которых батареи спрятаны внутри трубчатой конструкции рамы), а также специальные конструкции колёс и в целом специфический дизайн. Например, А2В.
- Любительские (самостоятельно собранные) электровелосипеды — в своей основе обычные городские велосипеды с установленными на них компонентами, доступными на рынке. В настоящее время в продаже есть самые разнообразные готовые комплекты (двигатель, контроллер, батареи, зарядное устройство), которые позволяют практически любому человеку с небольшой технической подготовкой собрать такое средство передвижения.

Специфика и характеристики электрических компонентов во многом объединяют электровелосипед и электромобиль.

### Электропривод
На сегодняшний момент существуют 2 основные разновидности электровелосипедов: с мотор-колесом и кареточным мотором.

#### Мотор-колесо
Самый распространённый вариант велосипедного электропривода на основе бесколлекторного электродвигателя постоянного тока. Двигатель вмонтирован в колесо вместо втулки. Устанавливается как на переднее, так и на заднее колесо. Использование мотор-колеса позволяет с минимальными затратами переоборудовать практически любой распространённый городской велосипед под электропривод, причём его дизайн почти не нарушается. Мотор-колесом может быть любое из колёс или оба одновременно. Часто мотор-колесо продаётся в уже собранном (заспицованном) виде. Диапазон мощности у серийно выпускаемых мотор-колёс, приводящих в движение электровелосипеды, как правило, колеблется в пределах от 200 до 5000 Ватт.
Мотор-колёса бывают двух видов: редукторные и безредукторные. В корпусе редукторного мотор-колеса находится двигатель с высокой частотой вращения и низким крутящим моментом, который более компактен, дёшев и технологичен благодаря невысокой магнитной индукции статора, планетарный редуктор и обгонная муфта. Безредукторное мотор-колесо (прямого привода) — это низкооборотистый двигатель с большим моментом, вращение которого передаётся колесу напрямую, что упрощает конструкцию и увеличивает надёжность. Однако для получения двигателя с нужными характеристиками частоты и момента вращения необходимо очень сильное магнитное поле в его статоре, поэтому безредукторные мотор-колёса имеют большие размеры и вес двигателя из-за массивных редкоземельных постоянных магнитов в статоре.
Обгонная муфта редукторных мотор-колёс, с одной стороны, облегчает движение силой велосипедиста или накатом — в моменты, когда внешнее воздействие вращает колесо быстрее, чем это делает двигатель, вся моторная ступица ведёт себя как простой подшипник. Но с другой — этот же эффект делает невозможной рекуперацию кинетической энергии электровелосипеда. У безредукторного мотор-колеса, обгонной муфтой не оборудованного, частота вращения двигателя всегда равна частоте вращения колеса. С одной стороны, это позволяет использовать рекуперативное торможение, но с другой — даже если полностью отключить обмотки мотора от электрической цепи, в нём возникают заметные потери на вихревые токи, ухудшающие накат и затрудняющие езду на педалях (примерно как при езде против лёгкого ветра).
Сателлитные шестерни в планетарной передаче редукторных моторов, как правило, пластиковые — как самая дешёвая и легкозаменяемая часть планетарного механизма они являются расходным материалом, сберегая от износа зубцы металлических ротора и корпуса, и требуют плановой замены раз в 5-7 тысяч километров пробега двигателя.
Одним из вариантов мотор-колеса является так называемое Копенгагенское колесо, которое было представлено представителями Массачусетского технологического института на конференции по изменению климата в Копенгагене в 2009 году. Оно представляет собой велосипедное колесо с интегрированным в него электродвигателем, аккумулятором и контроллером, что позволяет переделать обычный велосипед в электро- просто заменой заднего колеса. Такое колесо автоматически помогает при педалировании, а для торможения использует электродвигатель в генераторном режиме, запасая энергию в аккумуляторе. Для управления колесом используется телефон, подключающийся к колесу по Bluetooth. Также в колесо встроены датчики, собирающие информацию об экологической обстановке, GPS, GPRS.
Преимущества использования мотор-колеса:
- гармонично вписывается в дизайн любого велосипеда
- малошумная работа электродвигателя
- переделка обычного велосипеда с помощью мотор-колеса требует минимальных усилий
- мотор-колесо совместимо с большинством моделей велосипедов
- малые потери энергии на трение из-за минимального количества подвижных частей мотора (особенно у безредукторных мотор-колёс)

К недостаткам можно отнести:
- ощутимое утяжеление колеса велосипеда
- сложно снимать колёсо при проколах камер и ремонте
- при использовании мощных мотор-колёс (от 500 Вт) крепление оси колеса к стандартной велораме (т. н. «дропауты») не рассчитано на то, что к оси будет приложен высокий крутящий момент, что без принятия дополнительных мер способно привести к износу и разрушению рамы (на скорости это может повлечь тяжёлые травмы вплоть до летального исхода). Поэтому при использовании моторов средней мощности (от 500 до 2000 вт) рекомендуется устанавливать дополнительный кронштейн — усилитель дропаута из прочных марок стали, препятствующий провороту оси колеса. Такие детали выпускаются промышленно или изготавливаются сборщиками электровелосипедов самостоятельно. Для моторов большой мощности (от 3 кВт) используются только специальные рамы для электровелосипедов с рассчитанными на данную нагрузку дропаутами (усилители для обычной рамы такой крутящий момент не выдерживают).

#### Электропривод с кареточным электромотором
Электровелосипед с мотором установленным в кареточный узел рамы. Передача крутящего момента цепная или ременная. Производителями кареточных электромоторов являются такие известные компании, как: Bosch, Panasonic, Bafang, Yamaha и Shimano. Кареточные электромоторы используются для создания современных горных электровелосипедов такими известными велобрендами, как Diamondback, Raleigh, Kalkhoff, Univega, Focus, Trek, IZIP, Specialized, BH, KTM, Rotwild и Bulls. Причина в том, что они имеют определённые преимущества по сравнению мотор-колёсами.
Недостатки кареточных электромоторов:
- Износ цепи или ремня, зубьев звёздочек и переключения передач заметно выше, чем при использовании мотор-колёс, но ничем не отличается от обычных велосипедов (если учитывать износ в зависимости от пробега).
- Установка на велосипед требует наличия специальных ключей для работы с кареткой.
- Если используется передняя звёздочка небольшого диаметра (меньше 38), то кареточный мотор уменьшает клиренс. Если 38 и больше, то клиренс ограничен звёздочкой[18].

Достоинства кареточных электромоторов:
- Не нужно менять или спицевать колёса, мотор устанавливается вместо каретки (неприменимо для моторов с высоким крутящим моментом — обычные спицы его не выдержат).
- Контроллер встроен в мотор.
- В отличие от мотор-колёс с директ-драйвом при севшем аккумуляторе крутить педали электровелосипеда также легко, как на обычном велосипеде.
- Есть возможность выбора передачи соответственно дороге.
- При проколах камер и ремонте остаётся возможность легко снимать колёса.
- Низкий уровень шума (< 55 дБ).
- У электровелосипедов с кареточным мотором центр тяжести расположен посередине, что привычно и хорошо сказывается на управляемости, что особенно актуально на бездорожье, при агрессивном катании и при перемещениях по снегу.
- Значительная часть кареточных моторов оснащены торк-сенсором, который даёт более «естественные» ощущения при педалировании и экономит заряд батареи[18].

#### Фрикционный мотор
Фрикционный мотор основан на фрикционной передаче (лат. frictio, родительный падеж frictionis — трение) — кинематической паре, использующей силу трения между собой для передачи механической энергии. В патенте США 699,066, выданном Джону Шнепфору в 1899 году, описан первый электрический велосипед основанный на трении роликового колеса с покрышкой. Изобретение в разных вариациях использовано в концептах и серийных конструкциях XX и XXI века.

### Аккумуляторная батарея
Батарея электровелосипеда обычно крепится на багажнике в специальном контейнере, на велосипедной раме или в специальных отсеках внутри рамы, если это предусмотрено конструкцией. Наиболее распространённые типы батарей:
- Никель-металл-гидридный (NiMH)
- Литий-ионный (Li-ion)
- Литий-полимерный (Li-Pol)
- Литий-железо-фосфатный (LiFePO4)

На расход энергии аккумуляторной батареи и дальность поездки без подзарядки существенно влияют:
- Суммарный вес электровелосипеда, велосипедиста и багажа.
- Тип электромотора. Редукторные модели позволяют проехать расстояние примерно на 30 % больше, чем прямоприводные (при идентичности остальных параметров).
- С увеличением ёмкости батареи увеличивается пробег на одном заряде. При увеличении скорости — уменьшается пробег на одном заряде поскольку с увеличением скорости возрастает и расход энергии, которая затрачивается на преодоление силы трения и всех сопротивлений (качению, аэродинамического и пр.). Они имеют квадратичную зависимость от скорости: если ехать вдвое быстрее, на преодоление сопротивлений будет затрачиваться в 4 раза больше энергии.
- Качество дорожного покрытия.
- Давление в шинах.
- Стиль езды (степень ассистирования педалированию мотором, наличие или отсутствие резких разгонов)[21][22].

Наиболее перспективным считается использование литиевых батарей ввиду их лучших характеристик (хотя и сравнительно более высокой цены) и постоянного увеличения их производства.
В 2007—2008 годах на рынке появляется новая разновидность литий-ионных аккумуляторов — литий-железо-фосфатные (LiFePO4). Их появление решило две проблемы традиционных литий-ионных аккумуляторов: риск воспламенения и взрыва при перегреве во время заряда или разряда большими токами, а также относительно небольшое количество циклов заряда-разряда (обычно заявляются 500 и 2000 циклов соответственно). Типичные характеристики LiFePO4 батарей 2009 года выпуска: напряжение 39,6 В, ёмкость 10 А*ч, масса 3,5 кг, что при типичном расходе энергии 15 ватт-час на километр даёт запас хода электровелосипеда около 25 км.

### Контроллер

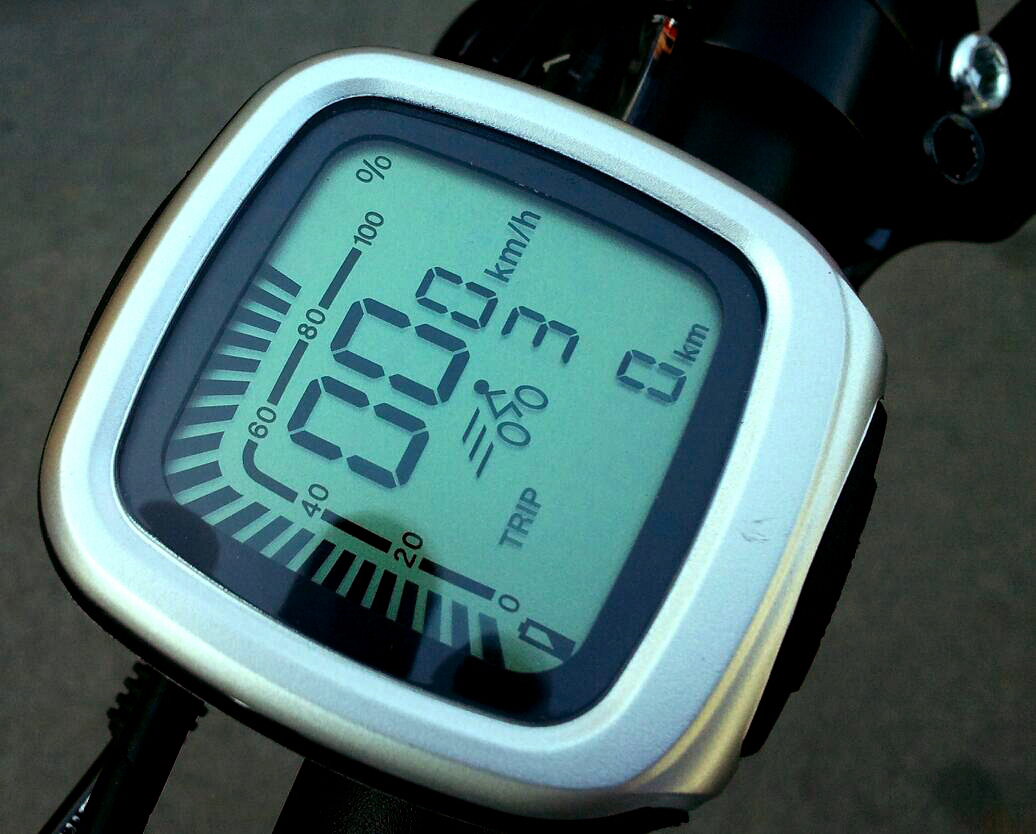
Велокомпьютер для электровелосипеда, показывающий также уровень зарядки батарей

Контроллер — это электронное устройство, управляющее работой электровелосипеда. Обычно контроллеры делаются в виде платы, расположенной в алюминиевом корпусе, выполняющем функции радиатора для отвода тепла и предохраняющем устройство от окружающей среды. Из корпуса выводятся кабели с контактными разъёмами для различных устройств электровелосипеда.
Контроллер работает в паре с велокомпьютером, который, кроме обычных для велокомпьютера функций (индикация скорости и пробега) также служит для управления электромотором (включение/выключение, индикация остатка заряда батареи, дроссель). Контроллер и велокомпьютер — должны быть совместимы. 
Основные функции контроллера: переключать катушки статора электродвигателя для создания крутящего момента при любом положении ротора; выдавать на индикатор остаток заряда батареи; определять вращение/остановку педалей; выключать электромотор при нажании на тормоз; отключать электромотор при достижении максимальной скорости движения велосипеда; поддерживать постоянную скорость движения (круиз-контроль); заряжать аккумулятор при торможении.
Контроллеры делятся по следующим параметрам: напряжение питания (24/36/48/60/64/72/80 и более вольт); рекуперация энергии от мотора (есть/нет); наличие подающей энергии от педалей на аккумулятор(есть/нет); количество датчиков Холла; наличие датчиков от педалей (есть/нет); тип электромотора (щёточный/бесщёточный); тип регулятора мощности (аналоговый/дискретный); возможность подключения к другим контроллерам (есть/нет); круиз-контроль (есть/нет); различные индикаторы, фары и переключатели.
Рекуперация энергии может осуществляться при торможении и/или на холостом ходу, в зависимости от возможностей контроллера и мотора.
Для расчёта характеристик электровелосипеда используются онлайн-калькуляторы, позволяющие рассчитать ёмкость аккумуляторной батареи, скорость, запас хода, мощность мотора и другие параметры.

### Осветительное оборудование
В отличие от обычных велосипедов, на электровелосипедах используются как велосипедные фары со встроенными источниками питания, так и фары для мотоциклов и автомобилей, имеющие питание от основной аккумуляторной батареи электровелосипеда. На некоторых моделях от основной батареи запитан также и задний красный фонарь.

## Производители и рынок
На российском рынке представлен ряд производителей электровелосипедов из Европы и Китая. Они делятся на три категории:
1. Электровелосипеды под маркой автопроизводителей;
2. Европейские и американские бренды;
3. Российские марки, произведённые в Китае.

Также развит рынок самодельных электровелосипедов для энтузиастов. Комплектующие можно купить в ряде специализированных магазинов или заказать из Китая.

## Системы городского проката

Дорожный знак стоянка и зарядка для электровелосипедов

Дорожный знак «Электровелосипеды»

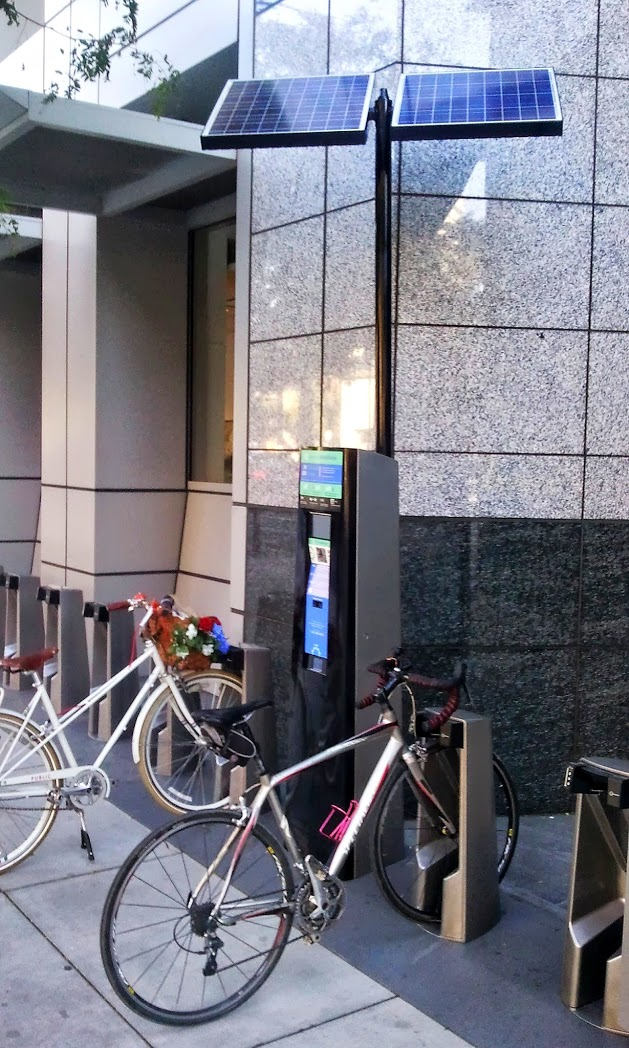
Зарядная станция для электровелосипедов от солнечных батарей

### Россия

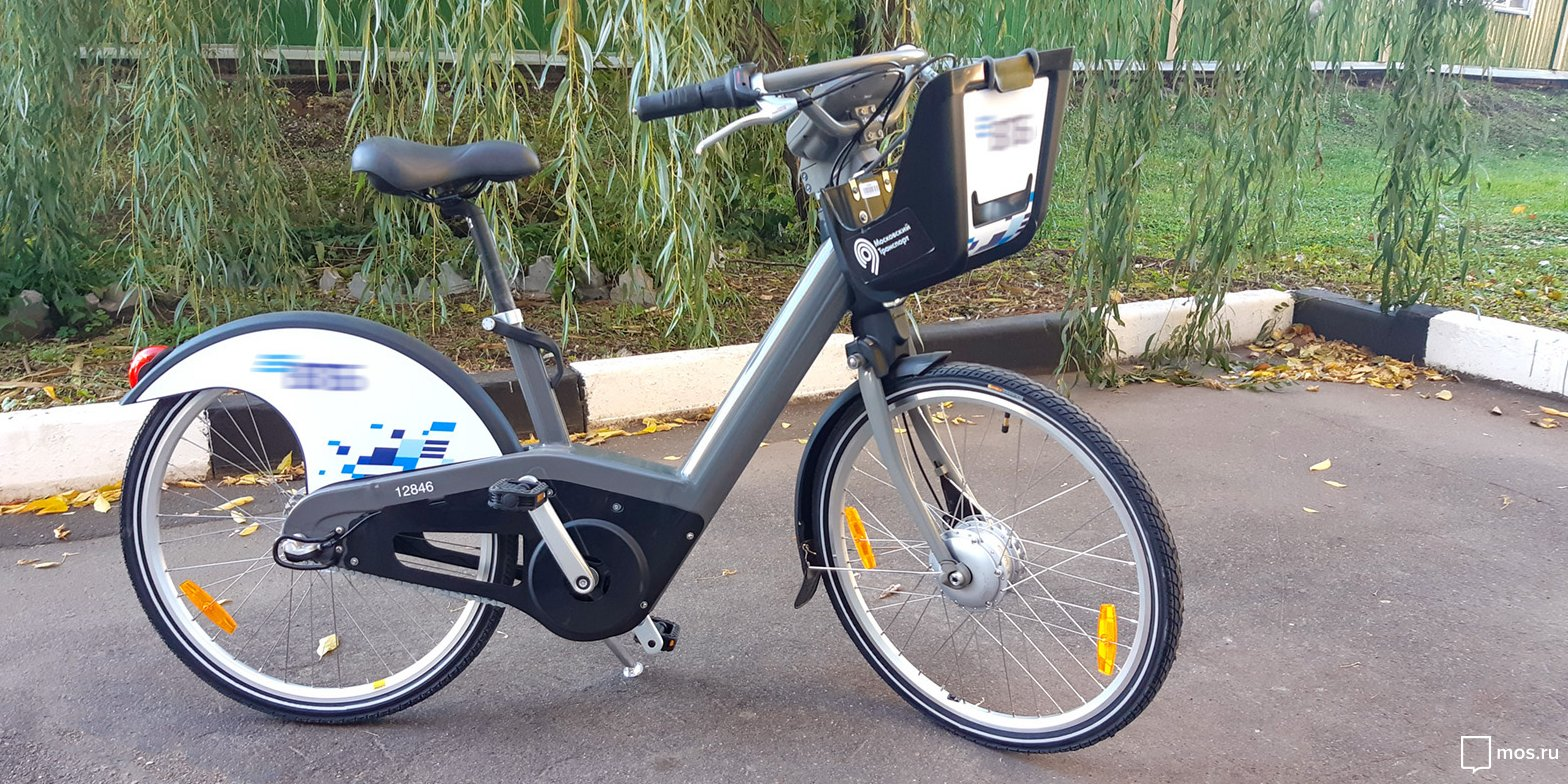
Электровелосипед B'Twin в московском прокате «Велобайк»

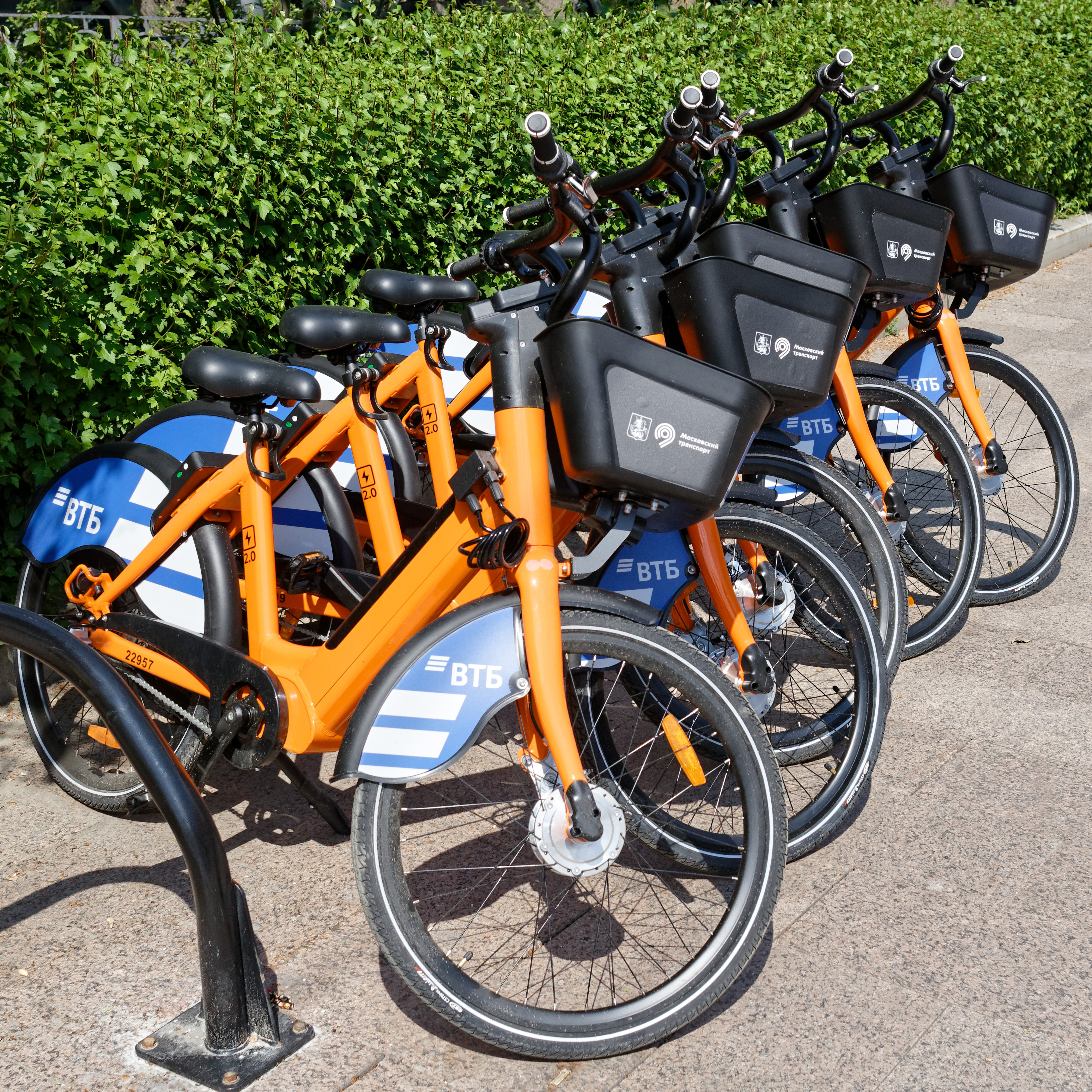
Электровелосипед «2.0» в московском прокате «Велобайк»

В августе 2016 года в Москве в рамках системы «Велобайк» был запущен прокат электровелосипедов. В рамках первого этапа пилотного проекта в городе запущены 5 станций электровелопроката и 60 велосипедов. В 2018 году уже 260 электровелосипедов были доступны на 12 станциях. Также в 2018 году проводилась тестовая эксплуатация более 200 электровелосипедов обновлённой модели на 6 станциях. Электровелосипеды этой модели оборудованы системой «педал ассист»: электромотор «помогает» крутящему педали велосипедисту. Вес электровелосипеда снижен с почти 40 до 27 кг. Максимальная скорость — до 25 км/ч. Максимальный пробег без подзарядки 30-40 километров.